# 奥博司
奥 博司（おく ひろし、1964年 - ）は、日本の法学者。

## 略歴
1964年に大阪府で生まれる。
1982年に灘高等学校を卒業し、東京大学文科一類に入学。東京大学法学部卒業後、1987年に同大学法学部学士助手。西南学院大学法学部助教授を経て、同大学教授に就任。
2011年、熊本県弁護士会登録。
2019年1月にむかいの法律事務所創設。
2021年6月に弁護士法人山本・坪井綜合法律事務所 特別顧問となる。